# Гучо Гучи
Гучо Джованбатѝста Джачѝнто Дàрио Марѝя Гучи (на италиански: Guccio Giovanbattista Giacinto Dario Maria Gucci; 26 март 1881, Флоренция, Кралство Италия – 2 януари 1953, Милано, Италия) е италиански предприемач и моден дизайнер, основател на модната компания „Гучи“.

## Биография
Роден е във Флоренция през 1881 г. като син на Габриело, занаятчия от Сан Миниато и на Елена Сантини от Ластра а Синя. През 1898 г., на 17-годишна възраст, емигрира в чужбина в търсене на късмет, също и поради провала на работилницата за сламени шапки на баща му. Мести се първо в Париж, а след това в Лондон, където е нает като портиер в престижния хотел „Савой“. Работейки в тясно сътрудничество с лукса и богатството, той е очарован от елегантния багаж и чанти HJ Cave & Sons на богатите гости. Така започва да развива у себе си подчертан вкус към качеството и стила.
След четири години решава да се върне във Флоренция, където започва да продава куфари, ръкавици и кожени изделия. Жени се за Аида Калвели (1879 - 1955), родом от Флоренция, от която има пет деца: Грималда (1903 – 1989), Енцо (1904 – 1913), Алдо (1905 – 1990), Васко (1907 – 1974) и Родолфо (1912 – 1983). Уго Калвели Гучи (1899 – 1973), полубрат на петимата, е роден от връзка на Аида Калвели преди брака ѝ с Гучо, който го осиновява.

През 1921 г. Гучо открива първия си магазин на ул. „Виня Нуова“ 7: Azienda Individuale Guccio Gucci – малък магазин, в който продава кожени куфари, но също така и пътнически артикули и сарашки стоки за езда. Той в следващите десетилетия се превръща в добре известната компания „Гучи“ – флорентинска марка, превърнала се в един от символите на италианската висша мода в света.
Предприемачът веднага започва да има голям успех, който довежда най-добрите занаятчии от онова време да работят за неговата компания. През 1938 г. Гучи основава друг офис в Рим и скоро индивидуалният му бизнес се превръща в семеен бизнес, когато децата му се присъединяват към него. През 1951 г. отваря още един магазин в Милано.
Гучо Гучи умира внезапно през 1953 г. на 71-годишна възраст. Погребан е в семейния параклис на гробище „Софиано“ на Почитаемото архибратство на състраданието на Флоренция.
Тогава синовете му Родолфо Гучи и Алдо продължават семейния бизнес.